# 興平陵 (晉)
興平陵是中国东晋第三任皇帝晋成帝司马衍的陵墓。
晋成帝于咸康八年（342年）7月26日驾崩。8月18日，葬于兴平陵。晋成帝与成恭杜皇后共葬。興平陵在今江苏省南京市东北，鸡笼山南麓。鸡鸣寺附近。鸡笼山附近晋陵有晋元帝建平陵、晋明帝武平陵、晋成帝兴平陵、晋穆帝永平陵、晋哀帝安平陵。《元和郡县志》卷25上元县：晋成帝兴平陵“在县北六里鸡笼山”。现在具体位置不详，有待发掘。